# Лужків
Лужків (Лушкув, пол. Łuszków) — село в Польщі, в історичному Надсянні, у гміні Городло Грубешівського повіту Люблінського воєводства. Населення — 289 осіб (2011).

## Історія
Вперше згадується 1444 року. 1531 року вперше згадується церква у селі. 1764 року зведена нова церква.
За даними етнографічної експедиції 1869—1870 років під керівництвом Павла Чубинського, у селі проживали греко-католики, які розмовляли українською мовою.
У 1921 році село входило до складу гміни Городло Грубешівського повіту Люблінського воєводства Польської Республіки.
У 1939 році польська влада знищила українську церкву 1764 року.
У 1975—1998 роках село належало до Замойського воєводства.

## Населення
За даними перепису населення Польщі 1921 року в селі налічувалося 110 будинків та 686 мешканців, з них:
- 350 чоловіків та 336 жінок;
- 432 православні, 239 римо-католиків, 14 юдеїв, 1 християнин інших конфесій;
- 415 українців, 257 поляків, 14 євреїв.

У 1943 році в селі проживало 625 українців і 146 поляків.
Демографічна структура станом на 31 березня 2011 року:
|          | Загалом | Допрацездатний вік | Працездатний вік | Постпрацездатний вік |
| -------- | ------- | ------------------ | ---------------- | -------------------- |
| Чоловіки | 144     | 27                 | 101              | 16                   |
| Жінки    | 145     | 26                 | 77               | 42                   |
| Разом    | 289     | 53                 | 178              | 58                   |

## Особистості

### Народилися
- Микола Гнатюк (1933—1975) — український літературознавець.